# پوروپورونی
پوروپورونی (به اسپانیایی: Purupuruni) یک کوه در پرو است که در منطقه تاکنا واقع شده‌است. پوروپورونی ۵٬۳۱۵ متر بالاتر از سطح دریا واقع شده‌است.